# Mass Effect
Mass Effect is een actierollenspel van spelontwikkelaar BioWare voor de PlayStation 3, Xbox 360 en de pc.
De Xbox 360-versie werd uitgebracht in november 2007 door Microsoft Game Studios en de pc-versie in mei 2008 door Electronic Arts.
Het spel speelt zich af in het jaar 2183. De speler bestuurt Commander Shepard, een elitesoldaat en officier op het schip SSV Normandy.

## Plot
In het jaar 2148 vindt de mensheid een artefact op de planeet Mars, dat ruimteschepen de mogelijkheid geeft om sneller te gaan dan licht. Echter, dat werkt enkel bij reizen binnen een planetenstelsel. Om van planetenstelsel naar planetenstelsel te reizen gebruikt men de Mass Relays, een netwerk van apparaten dat een schip van stelsel naar stelsel lanceert, omdat de reis anders te lang zou duren. Deze zouden gemaakt zijn door de Protheanen, een ras dat 50.000 jaar geleden uitgestorven zou zijn. De mensheid ontdekt een Mass Relay die om Pluto draait, en gebruikt die om naar andere stelsels te reizen en koloniën te stichten. De Alliantie, de nieuwe VN, geeft de opdracht iedere Mass Relay te openen die men kan vinden. Uiteindelijk stuit een vloot van schepen op de Turianen, een ras, terwijl ze een Relay openen. Omdat volgens de Galactische Wet het openen van Mass Relays verboden is, behalve als men weet waar het naartoe gaat, worden ze aangevallen. Eén schip overleeft de aanval en gaat naar de enige menselijke kolonie genaamd Shanxi. Shanxi wordt aangevallen door de Turianen en ingenomen.
De Turianen denken dat ze de mensheid onder controle hebben en het grootste deel van het leger verslagen hebben. Ze zijn derhalve volledig verrast wanneer een tweede vloot ze aanvalt en worden door de grootschalige tegenaanval van deze vloot verdreven. De Turianen maken zich klaar voor een volledige oorlog, als de Galactische raad erachter komt. Zij weten een diplomatische oplossing te vinden en sluiten vrede met de mensheid, die nu in de Galactische gemeenschap zit. De mensheid creëert vele koloniën, voornamelijk in onstabiele regio's (de stabiele waren al gekoloniseerd door andere rassen), waardoor er een oorlog komt met de Batarianen, een ras dat de regio al tijden aan het bebouwen was. De mensheid wint die oorlog, de Batarianen worden teruggedrongen naar hun eigen stelsels, waar zij wachten op een goed moment op revanche. Ondanks alle successen is het voor de mensheid niet genoeg: ze willen een zetel in de Galactische raad, zodat ze wat te zeggen hebben in het heelal. Een stap daartoe is een mens te laten opnemen bij de Spectres, elitesoldaten die enkel rekening moeten afleggen voor en opereren in naam van de Galactische raad.
Bij aanvang van het spel, in 2183, stelt de mensheid Commandant Shepard (de speler) kandidaat voor de Spectres. Met het ruimteschip SSV Normandy reist hij naar de menselijke kolonie Eden Prime om een historisch artefact (een baken ontworpen door het duizenden jaren geleden uitgestorven ras van Protheanen) in veiligheid te stellen, en wordt gedurende de operatie geobserveerd door een Turiaanse Spectre, die zal uitmaken of de Commandant geschikt is voor de Spectre-status of niet. Bij aankomst blijkt de kolonie echter aangevallen door de Geth, een ras van vijandige kunstmatige intelligenties, aangevoerd door een tweede Turiaanse Spectre, die het reliek wil vernietigen.
De gebeurtenissen die plaatsvinden op Eden Prime geven aanleiding tot een avontuur waarbij het voortbestaan van alle intelligente galactische rassen bedreigd wordt, en Commander Shepard de sleutelfiguur is om die dreiging te voorkomen.

## Downloadbare inhoud
Op 10 maart 2008 werd het eerste betaalde uitbreidingspakket uitgegeven voor op de Xbox 360, genaamd Bring down the Sky. Op 29 juli 2008 werd dit pakket uitgegeven voor op Windows, maar dan gratis. Dit pakket moest gedownload worden via Steam, door middel van een code ontvangen via de website van Bioware. Uiteindelijk werd Bring down the Sky gratis bijgevoegd bij de Windows-versie van het spel, dus downloaden was niet meer nodig, en werd het pakket gratis bijgevoegd bij de Platinum-uitvoering van Mass Effect van de Xbox 360-versie.
Bring down the Sky bevat een nieuw onontdekte planeet. Batarianen gebruiken deze asteroïde om een nabije kolonie te bedreigen. Wanneer de asteroïde op ramkoers is met de kolonie, komt Commander Shepard in actie om dit tegen te houden. Ook bevat het uitbreidingspakket een nieuwe Xbox 360-prestatie.
Op 25 augustus 2009 werd het tweede uitbreidingspakket uitgegeven, genaamd Pinnacle Station. Dit is een simulatiestation waar de Commander verscheidene simulaties kan doen, met verschillende doelen. Dit zijn: "tijdsgebonden", "jacht", "verkrijgen" en "overleving". Uiteindelijk is de bedoeling dat de speler bij alle verschillende soorten scenario's een recordtijd of hoeveelheid zet.
Dit pakket werd slecht ontvangen, door zijn kleine inhoud en het missen van vindingrijkheid.

## Trivia
- Het spel is opgenomen in het boek 1001 Video Games You Must Play Before You Die van Tony Mott.
- Er zitten meerdere overeenkomsten tussen Star Trek en de Mass Effect-spellen. Zo ligt er een nadruk op diplomatie en worden mensen niet gezien als het "heersende" ras in het heelal. Ook zijn er kleine verwijzingen naar Star Trek. Zo is er een ingenieur genaamd Donnally die met een Iers accent praat. Tevens wordt hij door Shepard regelmatig 'chief' genoemd. In Star Trek is er het personage Miles O'Brien, een Ierse ingenieur die eveneens de bijnaam chief had.
- Het ras de Krogans lijkt gebaseerd op de Klingons uit Star Trek. Krogans zijn een agressief ras met een duidelijk zichtbaar exoskelet. Ook hebben ze een strikte hiërarchie en wordt het verdedigen van eer en eervol sterven verkozen boven opgeven. Allen zijn eigenschappen die de Krogan delen met de Klingons.